# Sonoya Mizuno
Sonoya Mizuno (Tokyo, 1º luglio 1986) è un'attrice, ballerina e modella giapponese naturalizzata britannica.

## Biografia
Nata a Tokyo da padre giapponese e madre argentino-britannica, Mizuno trascorre la sua infanzia a Somerset, in Inghilterra. Si è laureata alla Royal Ballet School, la quale le ha permesso di lavorare per diverse compagnie teatrali, tra le quali Semperoper Ballet a Dresda, Ballet Ireland, New English Ballet Theatre e Scottish Ballet.
Ha iniziato la sua carriera da modella con la Profile Models a Londra. Successivamente ha posato per Chanel, Alexander McQueen, Saint Laurent e Louis Vuitton. Nel 2014 Mizuno ha partecipato ad un lavoro teatrale di Arthur Pita, il The World's Greatest Show, performando alla Royal Opera House.
Il suo debutto nel mondo del cinema si vede in Ex Machina, film del 2015 diretto da Alex Garland e vincitore del Premio Oscar per Migliori Effetti Speciali nel 2016. Nel 2016 fa parte del video musicale di Wide Open dei The Chemical Brothers e Beck. Sempre nello stesso anno recita nel film pluri-premiato La La Land, con la parte di Caitlin. Nel 2018 appare in Crazy & Rich, diretto da Jon M. Chu, e nella miniserie televisiva Maniac, dove è una dei protagonisti. Nel 2024 interpreta il ruolo di Anya in Civil War, segnando la terza esperienza nei film diretti da Garland.

## Filmografia

### Cinema
- Venus in Eros, regia di Takako Imai (2012)
- Ex Machina, regia di Alex Garland (2015)
- High Strung, regia di Michael Damian (2016)
- Alleycats, regia di Ian Bonhôte (2016)
- New York Academy, regia di Michael Damian (2016)
- La La Land, regia di Damien Chazelle (2016)
- La bella e la bestia (Beauty and the Beast ), regia di Bill Condon (2017)
- Annientamento (Annihilation), regia di Alex Garland (2018)
- Tutto su Nina (All About Nina), regia di Eva Vives (2018)
- The Domestics , regia di Mike P. Nelson (2018)
- Crazy & Rich (Crazy Rich Asians), regia di Jon M. Chu (2018)
- Am I OK?, regia di Stephanie Allynne e Tig Notaro (2022)
- Civil War, regia di Alex Garland (2024)
- Deep Cover - Attori sotto copertura (Deep Cover), regia di Tom Kingsley (2025)

### Televisione
- Maniac – miniserie TV, 10 puntate (2018)
- Devs – miniserie TV, 8 puntate (2020)
- House of the Dragon – serie TV (2022-in corso)

### Doppiatrice
- Terminator Zero – serie TV (2024)

## Doppiatrici italiane
Nelle versioni in italiano delle opere in cui ha recitato, Sonoya Mizuno è stata doppiata da:
- Eva Padoan in New York Academy, La La Land, Annientamento, Civil War
- Jun Ichikawa in Ex Machina
- Chiara Oliviero in Crazy & Rich
- Jessica Bologna in Maniac
- Rebecca Mancineschi in House of the Dragon
- Martina Felli in Am I OK?
- Gaia Bolognesi in Deep Cover - Attori sotto copertura